# Fred. Roeskestraat
Fred. Roeskestraat is een straat gelegen aan de Zuidas te Amsterdam-Zuid. Hij kreeg zijn naam op 27 april 1977 en werd vernoemd naar de musicus Fred. J. Roeske (1868-1961).

## Ligging en geschiedenis
Ten tijde van de vernoeming lag deze straat er al enige jaren. Deze maakte deel uit van de Prinses Irenestraat. Ter hoogte van de Parnassusweg werd er een talud voor een viaduct neergelegd, zodat er geen doorgaande weg meer was. Sindsdien begint de Fred. Roeskestraat aan die Parnassusweg en loopt westwaarts tot aan de Amstelveenseweg. Verkeer kan dan nog verder westwaarts via het IJsbaanpad. In de 21e eeuw werd de straat toegevoegd aan project Zuidas, waarna er nog enkele nieuwe kantoorgebouwen bijgebouwd werden. Om de straat, die een grote verscheidenheid aan type gebouwen kent, een harmonieuzer aangezicht te geven werd in 2017 de straat heringericht. Het herinrichtingsconcept bestond uit het harmoniseren van het straatbeeld door het behoud en versterken van gebouwen en hun eigen architecturale identiteit als losstaande elementen aan een bomenrijke laan.

## Gebouwen
Het begin wordt gevormd door twee van de vier laagbouwflats uit de serie Warnersblokken uit 1957. Architect Allert Warners en kunstenaar Joseph Ongenae leverden kleurige flats af, alhoewel de originele kleurvlakken op platen later bij renovatie vervangen zijn door folie. De gebouwen zijn sinds 24 maart 2010 rijksmonumenten. Naar het westen toe is de bebouwing dermate modern, dat ze nog niet in aanmerking kan komen voor monumentenstatus (gegevens 2018). Toch zijn er nog twee monumenten met het adres Fred. Roeskestraat. Het eerste is eveneens een rijksmonument, te weten het Grafmonument van de familie Wiegman-Dobbelmann op de Begraafplaats Buitenveldert, ingang Fred. Roeskestraat 103. Het tweede is de oudbouw van de Gerrit Rietveld Academie ontworpen door Gerrit Rietveld zelf, dat ingeklemd is tussen deze straat het Zuider Amstelkanaal en in 2002 benoemd is tot gemeentelijk monument. Een daarbij behorend gebouw is een bij het Sandberg Instituut in gebruik zijnde gebouw van Benthem Crouwel uit 2003-2005. Opvallend is de combinatie van twee schoolgebouwen van de Stichting Geert Groote College. In 1997 lieten zij een laagbouwcomplex in de organische bouwstijl bouwen door Anton van Es & Partners, dat in 2010 werd aangevuld door een hoger gebouw uit de koker van SeARCH-architecten. Aan het eind staat nog gebouw Forum dat tot 2020 in gebruik was bij Loyens & Loeff. Hierna werd het verbouwd door EDGE Technologies en omgedoopt tot EDGE Stadium, wat in november 2022 klaar zou moeten zijn. Voor deze verbouwing tekenden de architecten die ook het originele gebouw ontwierpen. In 2017 werd wooncomplex "De Fred" opgeleverd.
| Gebouwnaam                            | Bouwjaar | Gebruiker(s)                    | Functie                | Architect(en)               |
| ------------------------------------- | -------- | ------------------------------- | ---------------------- | --------------------------- |
| Warnersblokken                        | 1957     |                                 | Woningen               | Allert Warners              |
| Gerrit Rietveld Academie (oudbouw)    | 1966     | Gerrit Rietveld Academie        | Hogeschool             | Gerrit Rietveld             |
| R.K. Begraafplaats Buitenveldert      | 1994     | Begraafplaats Buitenveldert     | Uitvaartcentrum        |                             |
| Geert Groote College                  | 1997     | Geert Groote College            | School                 | Anton van Es & Partners     |
| EDGE Stadium                          | 2001     |                                 | Bedrijfsverzamelgebouw | Atelier Pro                 |
| Gerrit Rietveld Academie (aanbouw)    | 2005     | Sandberg Instituut              | Hogeschool             | Benthem Crouwel             |
| Geert Groote College (nieuwbouw)      | 2010     | Geert Groote College            | School                 | SeARCH                      |
| Handel Amsterdam                      | 2015     |                                 | Bedrijfsverzamelgebouw | MONK Architecten            |
| Telesto                               | 2016     |                                 | Bedrijfsverzamelgebouw | Forum Architecten           |
| De Fred                               | 2017     |                                 | Woningen               | Dam & Partners              |
| EDGE Olympic                          | 2018     | EDGE Workspaces (beheerder)     | Bedrijfsverzamelgebouw | de Architekten Cie.         |
| Gerrit Rietveld Academie Fedlevgebouw | 2019     | Gerrit Rietveld Academie        | Hogeschool             | Ontwerperscollectief Fedlev |
| Platoschool                           |          | The British School of Amsterdam | School                 |                             |

## Kunst
Voor wat betreft kunst in de openbare ruimte zijn er diverse objecten terug te vinden. Er zijn de eerdergenoemde kleurvlakken van Ongenae aan het begin, een glasraam van Ton Mensenkamp in de gevel van het college en het genoemde grafmonument ontworpen door Eduard Cuypers en Emil Van den Bossche. Verder zijn er het Grafmonument J.V. de Groot van Pieter Biesiot en andere grafkunst op de begraafplaats. De beelden Piramide van Cornelius Rogge en een titelloos werk van Ben Guntenaar staan van de weg af geplaatst.
Op nummer 74-76 treft men aan een reliek uit oude tijden (van de weg af geplaatst). Hier werd van 1958 tot 1963 (opening juni 1963) gebouwd aan de Tweede Openluchtschool in Amsterdam. Architect Auke Komter en collega ingenieur Luit van Schelt ontwierpen de gebouwen, waarbij een scheidingsmuur werd geplaatst met daarop de tekst Openluchtschool voor het gezonde kind. Voor de muur stond een beeld en in de muur werd een plastiek aangebracht. De gebouwen werden begin jaren negentig gesloopt en vervangen door nieuwbouw; het beeld verdween. Overgebleven is een muur met letters en de plastiek van een onbekende kunstenaar.

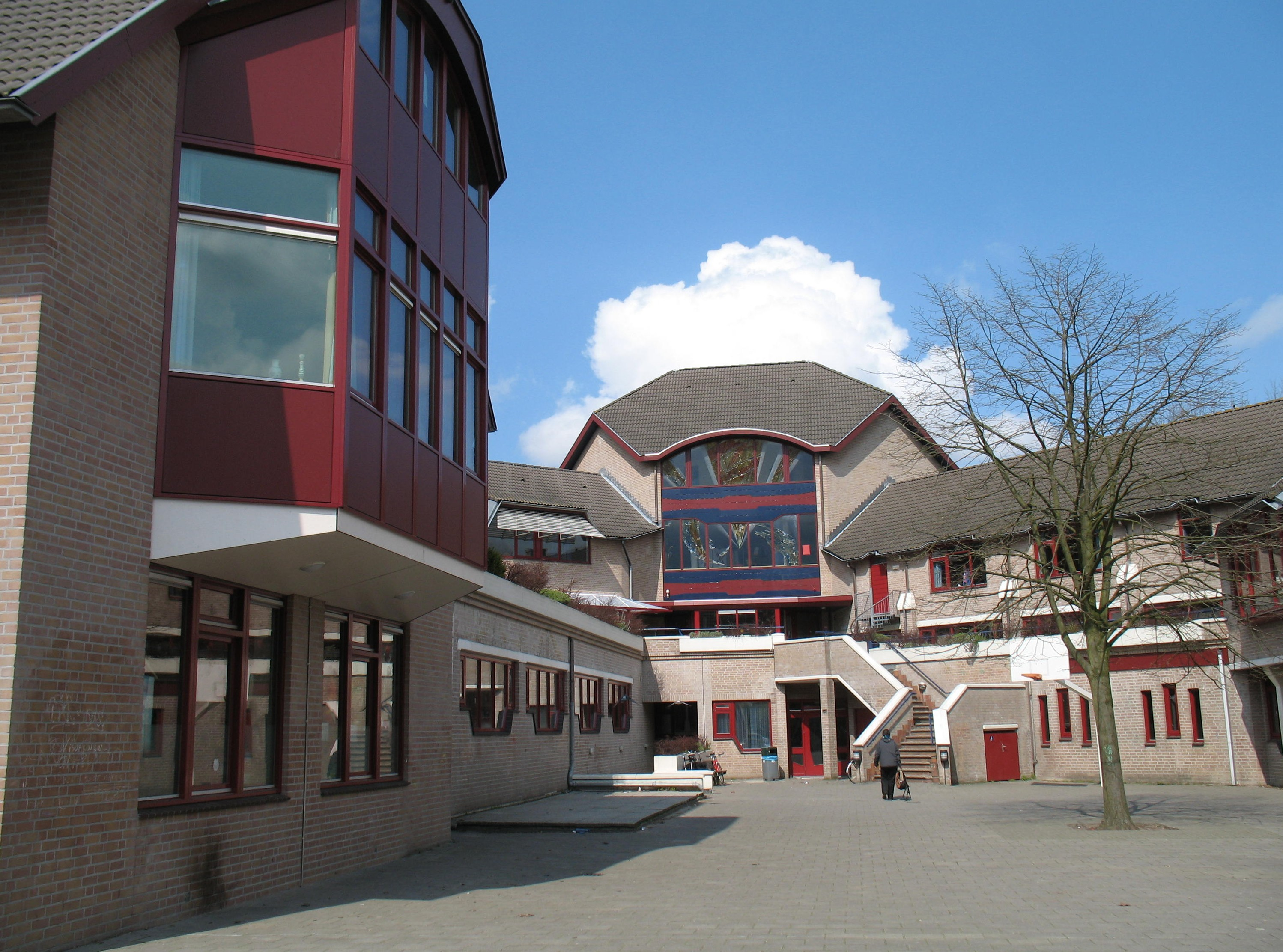
Geert Groote College (organische bouwstijl) met glasraam van Mensenkamp
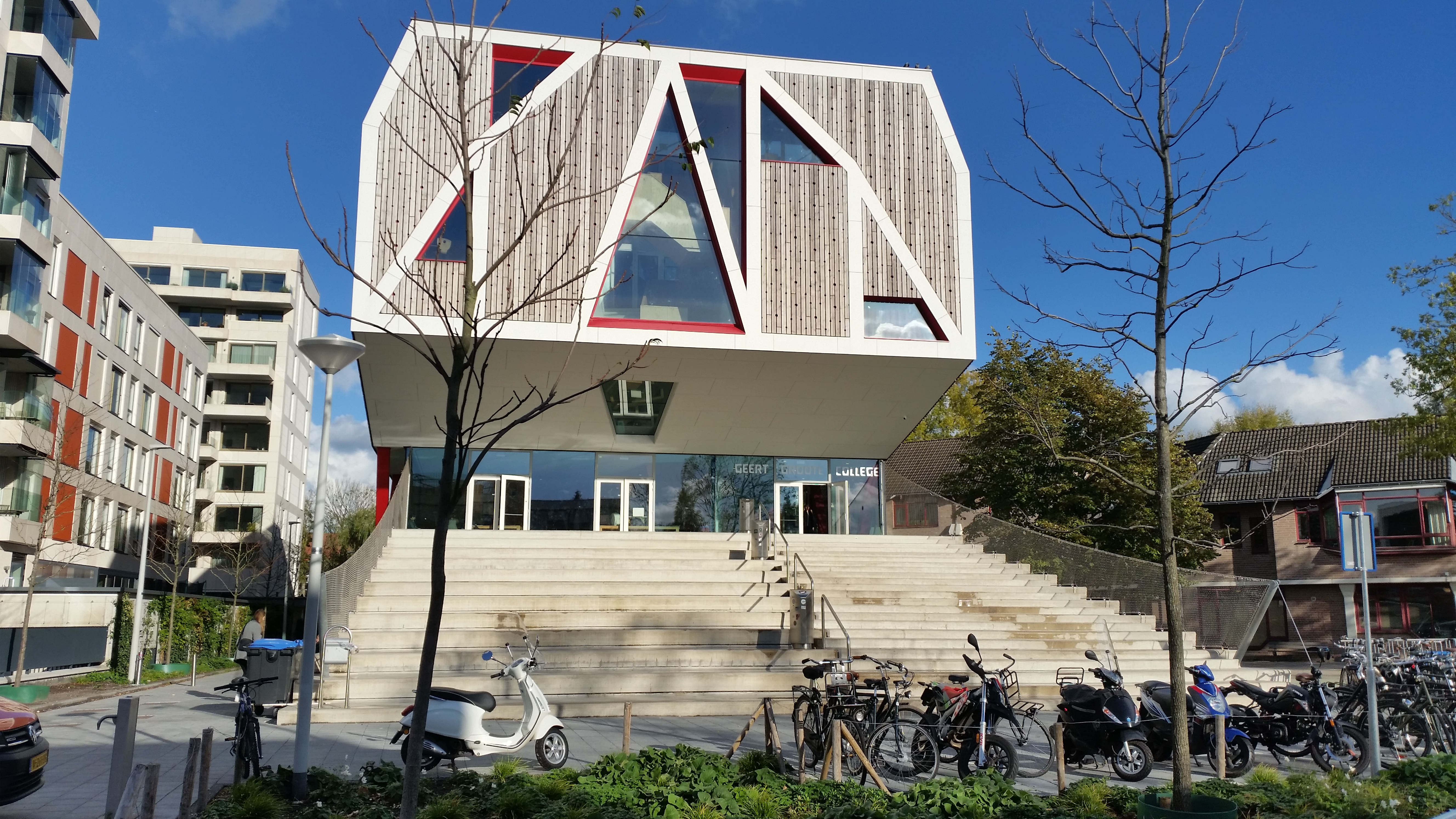
Geert Groote College (nieuwbouw)
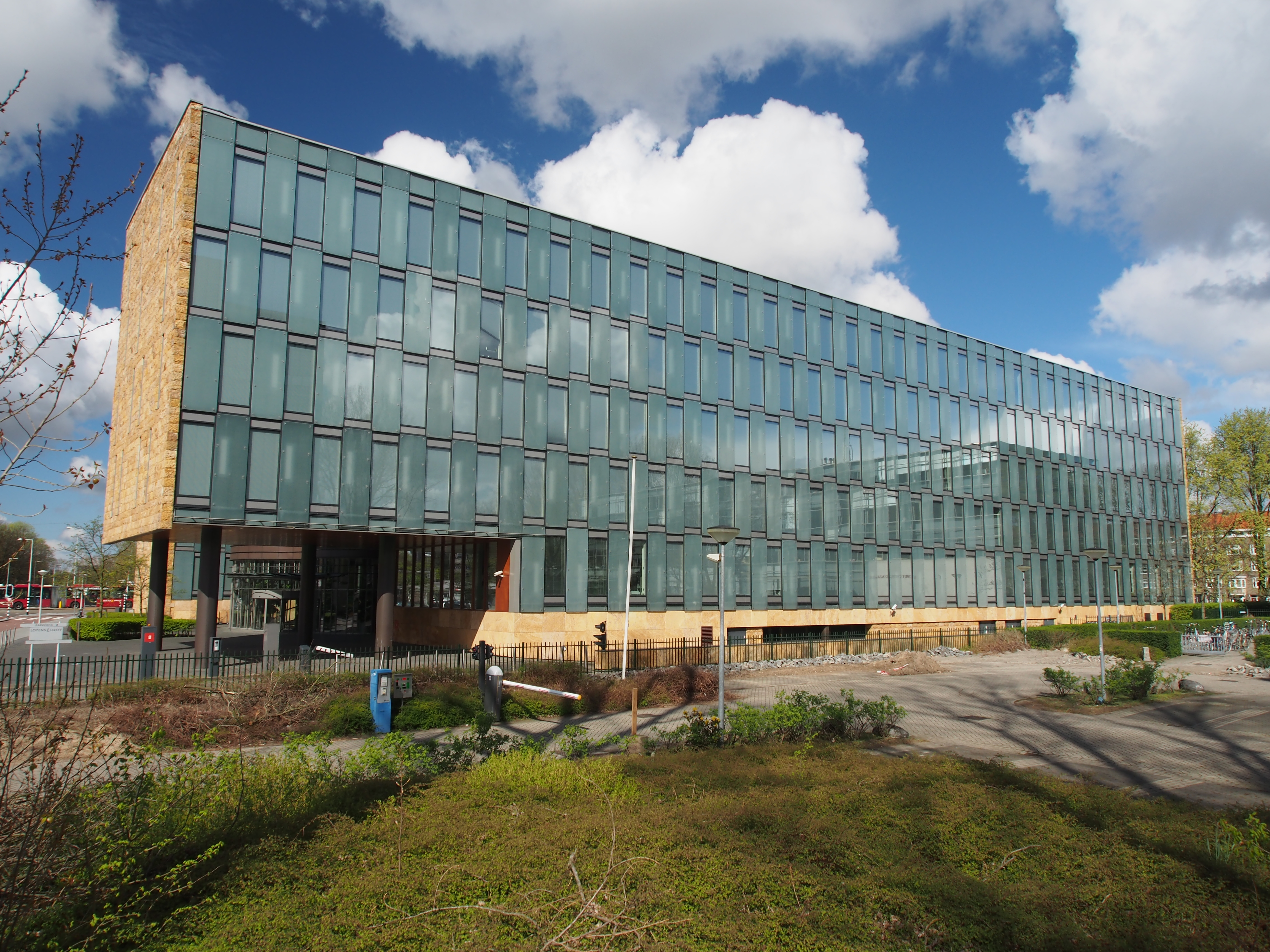
Forum
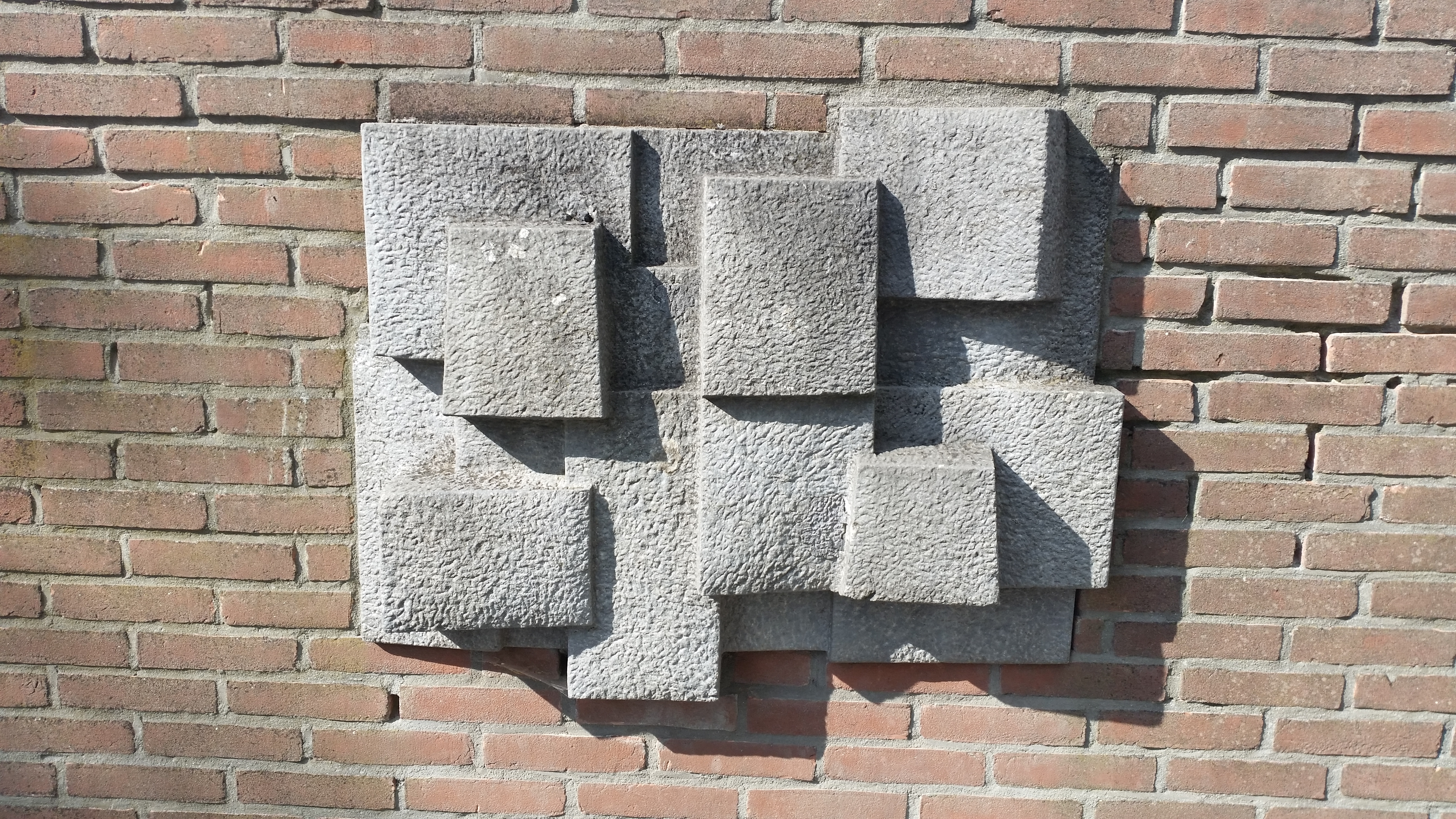
Plastiek op muur (augustus 2019)